# 佐々木良昭
佐々木 良昭（ささき よしあき、1947年11月18日 - ）は、日本の国際問題評論家、イスラム圏研究者。

## 経歴
岩手県生まれ。1966年、岩手県立一関第一高等学校卒業。
19歳の時にムスリムになった。
1970年、拓殖大学商学部卒業。同年の大阪万国博覧会でアブダビ政府館副館長を務めた。1971年、リビアに渡って国立リビア大学神学部に入学。1974年に修了し、アラブ・データ・センター勤務となり、ベイルート駐在代表。
1976年、クウェートの新聞『アルカバス』の東京特派員。1978年、在日リビア大使館渉外担当を経て、1980年に拓殖大学海外事情研究所研究員となり、その後、徐々に昇任して1993年に同教授となる。
1995年、埼玉大学大学院経済科学研究科修士課程に入学し、1997年に修了。その間、1998年に「トルクメニスタン・インターナショナル大学」から名誉博士号を授与される。
2002年、不法所持していた日本刀で、自らの研究室において、学生を切りつけ、傷害罪・銃刀法違反の罪で書類送検されている（2002年1月29日毎日新聞）。この結果、翌月には懲戒免職の処分を受けた。同年、東京財団上席研究員。笹川平和財団シニア・アドバイザー。

## 著書
- アラブの発想日本の発想 明日香出版社、1984.3. アculture
- リビアがわかる本 激動の国リビアと中東の暴れん坊カダフィのすべて ダイナミックセラーズ、1986.7.
- イスラムを知らないと世界が見えない! 彼等はどう決断するのか 曜曜社出版、1987.4.
- 日本人が知らなかったイスラム教 今まで知らずによく過ごせたもんだ 青春出版社、1987.1. プレイブックス
- 日本人とアラブ人ここが大違い 世界を揺るがすイスラーム教とは、なんなんだ? ネスコ、1987.11. NESCO books
- ワールド・クライシス! 日本はどうする YSグループ共著. ビジネス社、1990.10.
- アラブ爆発 なぜ湾岸戦争なのか ジャプラン出版、1991.4.
- 中東がわかる本 世界経済を左右するイスラムパワー!! ダイナミックセラーズ、1991.4.
- 日本人が知らなかったイスラム教 強者をくじくアラブその力と行動の論理- 緊急増補 青春出版社、1991.2. プレイブックス
- フセイン流戦略の深層 フットワーク出版、1991.1.
- 世界を揺るがすイスラムネットワーク ダイナミックセラーズ出版、2001.11.
- ジハードとテロリズム 日本人が知らないイスラムの掟 2004.11. PHP新書
- 革命と独裁のアラブ 誇りと甘えが交錯する中東の社会と心 ダイヤモンド社、2011.7.
- これから50年、世界はトルコを中心に回る トルコ大躍進7つの理由 プレジデント社、2012.2.
- イスラム圏でビジネスを成功させる47の流儀 実業之日本社、2013.7.
- ハラールマーケット最前線 実業之日本社、2014.7.
- 面と向かっては聞きにくい イスラム教徒への99の大疑問 プレジデント社、2015.3.
- 結局、世界は「石油」で動いている 青春出版社、2015.5.